# Släplist
En släplist är en list av mjukplast eller gummi som sitter i nederkanten på en dörr. Exempelvis kan den sitta på en duschdörrs nedre kant för att förhindra att vatten läcker ut på badrumsgolvet.